# Neoclytus discretus
Neoclytus discretus är en skalbaggsart som beskrevs av Julius Melzer 1935. Neoclytus discretus ingår i släktet Neoclytus och familjen långhorningar. Inga underarter finns listade i Catalogue of Life.